# Pinerolese Freisa
Le Pinerolese Freisa est un vin italien de la région Piémont doté d'une appellation DOC depuis le 12 septembre 1996. Seuls ont droit à la DOC les vins récoltés à l'intérieur de l'aire de production définie par le décret. 

## Aire de production
Les vignobles autorisés se situent au sud-ouest de Turin en province de Turin dans les communes de Angrogna, Bibiana, Bobbio Pellice, Bricherasio, Buriasco, Campiglione-Fenile, Cantalupa, Cavour, Cumiana, Frossasco, Garzigliana, Inverso Pinasca, Luserna San Giovanni, Lusernetta, Macello, Osasco, Pinasca, Pinerolo, Perosa Argentina, Pomaretto, Porte Perrero, Pramollo, Prarostino, Roletto, Rorà, San Germano Chisone, San Pietro Val Lemina, San Secondo di Pinerolo, Torre Pellice, Villar Pellice et Villar Perosa ainsi que les communes Bagnolo Piemonte et Barge en province de Cuneo.

## Caractéristiques organoleptiques
- couleur : rouge rubis intense
- odeur : vineux,  caractéristique, intense
- saveur : sèche, frais, vif

Le Pinerolese Freisa se déguste à une température de 15 – 16 °C et il se gardera 2 – 3 ans.

## Production
Province, saison, volume en hectolitres :
- Turin  (1996/97)  89,19